# Bárbara Mori
Bárbara Mori   (Montevideo, 2 de febrer de 1978) és una actriu, model, productora i guionista mexicana d'origen uruguaià. És coneguda per interpretar al personatge principal de la telenovel·la Rubí (2004), una de les telenovel·les més reeixides de tots els temps. Des del 2005 apareix com a protagonista en diverses pel·lícules de Hollywood i Bollywood com La mujer de mi hermano (2005), Violanchelo (2008), Insignificant Things (2008, produïda per Guillermo del Toro), Kites (2010), Cantinflas (2014) i Treintona, soltera i fantàstica (2016).
Mori va començar la seva carrera el 1992 com a model de roba als 14 anys, més tard es va convertir en actriu quan va ser coprotagonista el 1997 a la pel·lícula per a la televisió Mirada de Mujer amb TV Azteca; després, va protagonitzar la telenovel·la Azul Tequila. També ha aparegut en diverses llistes com una de les actrius mexicanes més belles de tots els temps.

## Vida i carrera
Bárbara Mori Ochoa va néixer a l'Uruguai el 2 de febrer de 1978. El seu avi patern era japonès. La seva mare és d'origen libanès. Té dos germans, l'actriu Kenya Mori i Kintaró Mori. Els seus pares es van divorciar quan tenia tres anys, i Mori va passar la seva primera infància entre Mèxic i l'Uruguai. Finalment es va establir a Ciutat de Mèxic als dotze anys.

### Primers treballs (1992–1997)
Un dia, mentre treballava de cambrera als catorze anys, el dissenyador de moda Marcos Toledo la va convidar a treballar com a model. Es va independitzar als disset anys i va anar a viure amb els seus cosins. Als dinou anys va conèixer l'actor Sergio Mayer, qui després es convertiria en pare del seu fill Sergio, nascut el 1998. Mai es van casar.
Posteriorment, va estudiar actuar al Centre d'Estudis de Formació Actoral (CEFAC). Va debutar com a actriu a la telenovel·la mexicana Al norte del corazón. Després va participar en les sèries de comèdia Tric Tac i Mirada de mujer l'any següent. Va obtenir el primer premi TVyNovelas pel seu paper a Mirada de mujer a la millor actriu nova.

### Èxit comercial (1998–2003)
El 1998, Bárbara Mori va obtenir el seu primer paper com a «Azul» a la sèrie Azul Tequila, codirigida amb Mauricio Ochmann. Un any després va rodar la sèrie Me muero por tí a Miami, amb l'actor peruà Christian Meier. Posteriorment, va actuar en diverses altres telenovel·les, inclosa la telenovel·la de Telemundo Amor descarado. El 2001, va obtenir el seu primer paper cinematogràfic a la comèdia romàntica Inspiración. La pel·lícula va tenir un èxit de taquilla als cinemes. El 2002, va fer el paper d'antagonista com a estudiant universitària seductora a la telenovel·la Subete a mi Moto, junt amb Vanessa Acosta.

### Consolidació (2004–2008)
El 2004, signa amb Televisa i va actuar com a «Rubí» en una telenovel·la mexicana d'èxit i molt valorada, amb el mateix nom, que li va valer un altre premi TVyNovelas. El 2005 va obtenir el paper protagonista a la pel·lícula de gran èxit La mujer de mi hermano com Zoe, i el seu marit va ser interpretat per Christian Meier, amb qui abans havia coprotagonitzat a Me muero por tí. El mateix any, va prestar la seva veu en la versió en castellà per a la pel·lícula Robots (2005). Ella també va tenir el paper principal a Pretendiendo, una pel·lícula xilena / mexicana, que va ser molt criticada.

### Èxit internacional (2009–2011)
El 2009 va protagonitzar el thriller psicològic de crims Amor, Dolor y Viceversa junt amb Leonardo Sbaraglia. El drama tracta sobre una dona arquitecta que està involucrada en l'assassinat de la núvia d'un cirurgià prometedor, que presumptament la veia en els seus malsons. El drama es va rodar a la ciutat de Mèxic i va ser produïda per Mori. La pel·lícula va obtenir crítiques diverses entre crítics i espectadors.
El 2011 va obtenir el paper principal en l'acció-drama Viento en Contra, junt amb els actors Héctor Arredondo i Fernando Luján, on va interpretar una reeixida i prometedora directora de sistemes d'informació, que està involucrada injustament en una persecució policial a causa d'un escàndol d'un frau financer. La pel·lícula va ser distribuïda per Warner Bros i va rebre crítiques mixtes per part dels crítics. El drama es va rodar a localitzacions de la ciutat de Mèxic i a la Valle de Bravo. Mori va ser la productora de la pel·lícula. El productor de cinema indi Rakesh Roshan la va contractar com l'actriu principal de la seva pel·lícula Kites junt amb el seu fill, l'estrella de Bollywood, Hrithik Roshan. Es va rodar a Nou Mèxic, Las Vegas i Los Angeles, va entrar en producció a finals de juliol del 2008 i es va estrenar el 21 de maig de 2010.

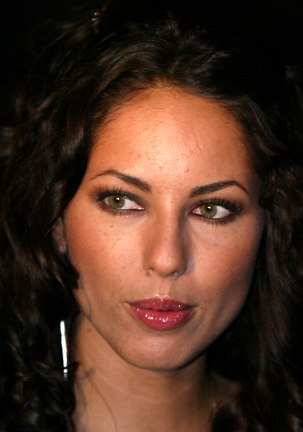
Barbari Mori, 2014
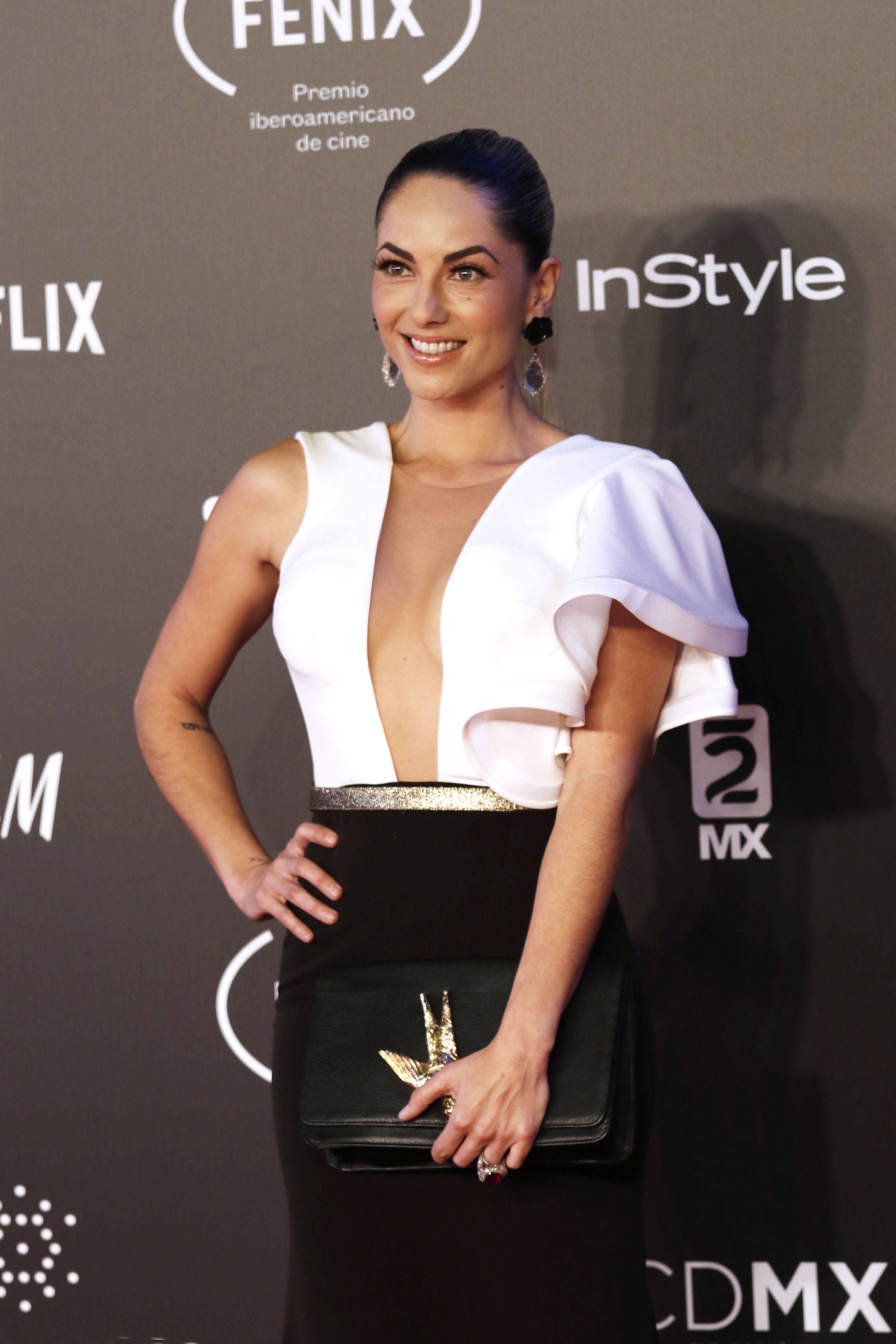
Barbari Mori, 2017
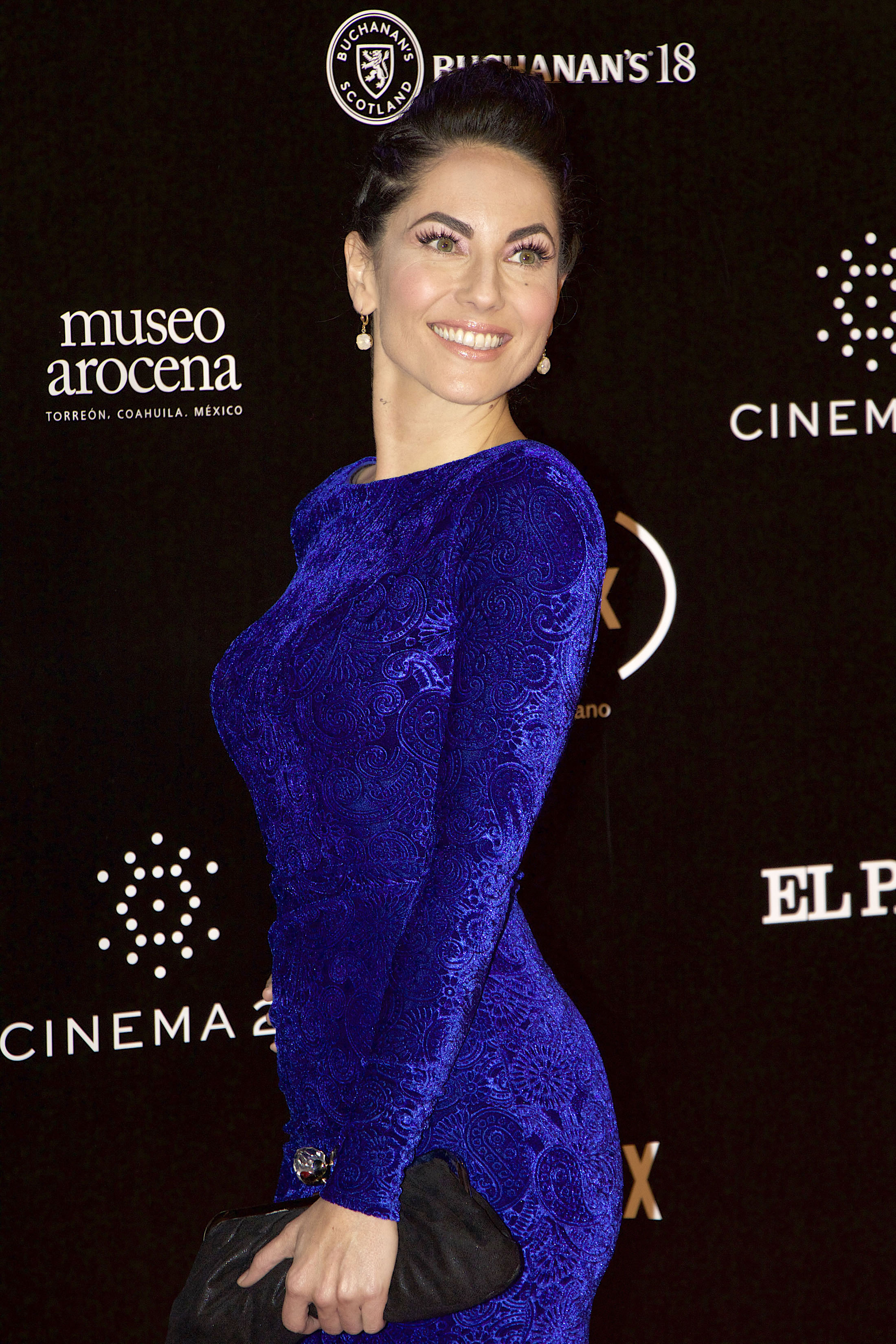
Barbari Mori, 2018

A Mori li van diagnosticar un càncer en fase inicial i ara és una orgullosa supervivent. Parla sobre la seva vida diària al documental-drama d'UniGlobe Entertainment titulat 1 a Minute, realitzat per l'actriu Namrata Singh Gujral.

## Vida personal
El 1996, Mori va començar una relació amb l'actor Sergio Mayer, amb qui té un fill, Sergio Mayer Mori, nascut el 1998. La parella es va separar poc després. El 2016 es va casar amb el jugador de bàsquet Kenneth Ray Sigman. La parella es va divorciar el 2017, després d'un any de matrimoni. El fill de Mori va tenir una filla, Mila, el novembre de 2016, qui la va convertir en àvia als 38 anys.

## Filmografia
| Ant       | Títol                       | Paper                                                               | Notes                            |
| --------- | --------------------------- | ------------------------------------------------------------------- | -------------------------------- |
| 1997      | Tric Trac                   |                                                                     | Aparició especial                |
| 1997      | Al norte del corazón        |                                                                     | Aparició especial                |
| 1997–1998 | Mirada de mujer             | Mónica San Millán                                                   | Paper de suport                  |
| 1998–1999 | Azul Tequila                | Azul Vidal / Soledad                                                | Protagonista                     |
| 1999-2000 | Me muero por ti             | Santa                                                               | Protagonista                     |
| 2000      | Inspiración                 | Alejandra                                                           | Pel·lícula                       |
| 2001      | Amores, querer con alevosía | Carolina Morales                                                    | Protagonista                     |
| 2001      | Vaselina, el musical        |                                                                     | Interpretació teatral            |
| 2002      | Vaselina, al revés          |                                                                     | Interpretació teatral            |
| 2002      | Celos dije                  |                                                                     | Interpretació teatral            |
| 2002–2003 | Súbete a mi Moto            | Nelly Noriega / Nelly Toledo                                        | Antagonista                      |
| 2003–04   | Mirada de mujer: El regreso | Mónica San Millán                                                   | Paper de suport                  |
| 2003–04   | Amor Descarado              | Fernanda Lira                                                       | Protagonista                     |
| 2004      | Rubí                        | Rubí Pérez Ochoa de Ferrer / Fernanda Martínez Pérez / Rivera Pérez | Protagonista/Antagonista         |
| 2005      | Pretendiendo                | Helena / Amanda                                                     | Pel·lícula                       |
| 2005      | La mujer de mi hermano      | Zoe                                                                 | Pel·lícula                       |
| 2005      | Robots                      | Cappy (veu)                                                         | Versió mexicana de la pel·lícula |
| 2007      | Por siempre                 |                                                                     | Pel·lícula                       |
| 2008      | Cosas insignificantes       | Paola                                                               | Pel·lícula                       |
| 2008      | Violanchelo                 | Consuelo                                                            | Pel·lícula                       |
| 2009      | Amor, dolor y viceversa     | Consuelo                                                            | Pel·lícula                       |
| 2010      | Kites                       | Natasha / Linda                                                     | Debut a Bollywood                |
| 2010      | 1 a Minute                  | Star                                                                | Pel·lícula                       |
| 2010      | El coleccionista            | Miranda                                                             | Actuació teatral                 |
| 2011      | Viento en Contra            | Luisa Braniff                                                       | Pel·lícula                       |
| 2014      | Cantinflas                  | Elizabeth Taylor                                                    | Pel·lícula                       |
| 2014      | Dos Lunas                   | Soledad / Luna Garcia                                               | Sèrie de televisió               |

## Premis i nominacions

### PremisTVyNovelas
| Any  | Categoria               | Telenovel·la    | Resultat  |
| ---- | ----------------------- | --------------- | --------- |
| 1998 | Millor dona revelació   | Mirada de mujer | Guanyador |
| 2005 | Millor actriu principal | Rubí            | Guanyador |

### PremisJuventud
| Any  | Categoria              | Nominació              | Resultat  |
| ---- | ---------------------- | ---------------------- | --------- |
| 2005 | La mujer de mi hermano | Rubí                   | Guanyador |
| 2006 | La mujer de mi hermano | Bárbara Mori           | Guanyador |
| 2007 | She Steals the Show    | La mujer de mi hermano | Guanyador |

### PremisPeople en Español
| Any  | Categoria     | Film  | Resultat  |
| ---- | ------------- | ----- | --------- |
| 2010 | Millor actriu | Kites | Guanyador |

### PremisCanacine
| Any  | Categoria                | Pel·lícula             | Resultat  |
| ---- | ------------------------ | ---------------------- | --------- |
| 2005 | Actriu mexicana de l'any | La mujer de mi hermano | Guanyador |
| 2009 | Actriu mexicana de l'any | Cosas insignificantes  | Nominat   |
| 2011 | Actriu mexicana de l'any | Viento en contra       | Guanyador |